# Neotroponiscus lenkoi
Neotroponiscus lenkoi là một loài chân đều trong họ Bathytropidae. Loài này được Lemos de Castro miêu tả khoa học năm 1970.